# Kanton Mouthe
Der Kanton Mouthe war bis 2015 ein französischer Wahlkreis im Département Doubs und in der damaligen Region Franche-Comté. Er umfasste 23 Gemeinden im Arrondissement Pontarlier; sein Hauptort (frz.: chef-lieu) war Mouthe. Die landesweiten Änderungen in der Zusammensetzung der Kantone brachten im März 2015 seine Auflösung. Vertreter im conseil général des Départements war zuletzt von 2004 bis 2015 Jean-Marie Saillard.

## Gemeinden
| - Bonnevaux - Brey-et-Maison-du-Bois - Chapelle-des-Bois - Châtelblanc - Chaux-Neuve - Fourcatier-et-Maison-Neuve - Gellin - Jougne - Labergement-Sainte-Marie - Le Crouzet - Les Pontets - Les Villedieu | - Longevilles-Mont-d’Or - Métabief - Mouthe - Petite-Chaux - Reculfoz - Remoray-Boujeons - Rochejean - Rondefontaine - Saint-Antoine - Sarrageois - Vaux-et-Chantegrue |